# Felicia Maria Stancovici
Pianistă, profesoară de pian, cercetător în pedagogia pianului, Felicia Maria Stancovici (născută Fernbach) provine dintr-o familie de origine germană cu o mărturisită aplecare spre arta sunetelor și mai ales studiul muzicii instrumentale. Cele două spații de afirmare profesională prin care va rămâne legată de învățământul muzical timișorean sunt învățământul preuniversitar și cel universitar, reprezentate prin instituțiile sale Liceul de Muzică și Facultatea de Muzică din Timișoara. I-au marcat existența și profilul artistic și pedagogic profesorii de la Timișoara și București între care pot fi amintiți :Ella Phillipp, Florica Musicescu, Cella Delavrancea, Sofia Cosma, Theodor Bălan, Dagobert Bucholz, Miriam Marbé, George Bălan, Dumitru Bughici, Emilia Comișel, Miron Șoarec și Ion Românu.

## Activitatea didactică
Profesoară de pian la Liceul de Muzică „Ion Vidu” din Timișoara (1965-1971 și 1977-1990);
Asistent univ. la Institutul Pedagogic al Universității de Vest din Timișoara (1971-1977);
Conferențiar univ. (1990-1995); Profesor univ. (din 1995) la Facultatea de Muzică a Universității de Vest din Timișoara.

## Funcții deținute
Șefa catedrei de interpretare instrumentală a Facultății de Muzică din cadrul Universității de Vest din Timișoara (1992-1998); prodecan (1998-2000); decan (2000-2008).

## Activitatea concertistică
O latură importantă a activității sale din perioada debutului vieții artistice și didactice o constituie interpretarea instrumentală în calitate de pianist concertist sau membru al unor formații camerale unde s-a făcut remarcată în numeroase concerte de excepție alături de instrumentiști de renume sau sub bagheta unor dirijori de marcă. În acest fel se poate aminti activitatea artistică ca interpretă în concerte susținute atât în țară, cât și în străinătate, în țări precum: Iugoslavia, Elveția, Germania, Italia, apariții scenice în colaborare cu Filarmonica de Stat "Banatul" din Timișoara, recitaluri solo și camerale, alături de muzicieni de elită între care amintim: Umberto și Camillo Bertetti (Italia), Ioan Fernbach, Alexandra Guțu, Iosif Kocsis, Ioana Mogoș, Herbert Habenicht, Maria Weiser, Mircea Tătaru precum și cu dirijorii: Paul Popescu, Remus Georgescu, Eugen Pricope, Peter Oschanitzky, Damian Vulpe, Marius Tănăsescu. Colaborări cu formații camerale de renume precum Cvartetul "Timișoara", Cvartetul "Euphonia", din cadrul Filarmonicii de Stat din Târgu Mureș. Articole în presă: “O pianistă care-și cucerește auditoriul prin calitatea touché-ului, robust și totuși nuanțat, prin unitatea stilistică obținută, infuzată discret cu unde de suflu romantic, racolate însă unui concept unic, prin profunzimea imaginilor sonore recreate”. (Felicia Stancovici la Filarmonica “Banatul” din Timișoara, Medalion Haydn) . “Cvintetul cu pian Cezar Frank a fost culminația concertului. Acest adevărat concert pentru pian și cvartet de coarde a reetalat valoarea pianisticii Feliciei Stancovici, capabilă, prin tehnică și orizont muzical, de parcurgerea unor lucrări de anvergură și în același timp de încadrarea într-un context cameral”. . “Remarcabilă clasa pianisticii Feliciei Stancovici, la care interiorizarea a tot ceea ce face, are o susținută acoperire logic-muzicală. Frazarea curge într-o cadență ordonată de impecabile respirații, delimitate cu o muzicalitate de cea mai alesă factură“. (cronică din Concertul în re minor de W. A. Mozart . “În concertul de Mozart, Felicia Stancovici a venit să ne releve maturitatea artistic susținută de o cultură pianistică solid format, cât și o deosebită sensibilitate și grijă în redarea stilului și coloritului specific acestei capodopere. Cântul ei a dus la împliniri și satisfacții artistice la care se poate ajunge numai după acumulări treptate, clădite pe o muncă făcută cu perseverență și dăruire“.

## Absolvenți de marcă ai clasei sale de pian
Printre cele mai importante nume din galeria discipolilor clasei sale de pian regăsim printre alții pe: Roxana Ioana Cîrciu, pianistă la Mozarteum Salzburg - Austria; Suzana Bartal, pianist concertist Paris - Franța; Laurian Tudose, pianist Londra - Marea Britanie; Andrada Raluca Mihalca, pianist concertist; Georgiana Teohari Vidican, pianistă și profesoară de pian la Wiesbaden - Germania; Fekete Katalin, pianistă și corepetitor la Gyula - Ungaria; Melia Szavo Garber, pianistă și profesor de pian la Hollins University Roanoke VA – U.S.A; Nicolae Vezure, bursier Erasmus la Weimar; Bujorel Hoinic, dirijor, Turcia; Sorin Petrescu pianist concertist la Filarmonica de Stat "Banatul" din Timișoara; pianist concertist și conf. univ. dr. Sorin Dogariu, Facultatea de Muzică Timișoara; lect. univ. dr. Valentina Farcaș Peetz, Facultatea de Muzică Timișoara; lect. univ. dr. Silviana Cârdu, Facultatea de Muzică Timișoara; lect. univ. dr. Marcela Costea, Facultatea de Muzică Timișoara; lect. univ. dr. Roxana Ardeleanu, Facultatea de Muzică Timișoara; profesoarele și pianistele Anda Carmen Drăgan, Ramona Niculete, Emanuela Feraru, Alida Alsaleh, Paul Sîrbescu, Ada Sîrbescu, Ariana Vulpe de la Colegiul Național de Artă “Ion Vidu” din Timișoara; Noemi Vidu secretar muzical de redacție la Orchestra Națională Radio a Societății Române de Radiodifuziune București; sau pianiștii și profesorii de pian: Raluca Miclăuș - bursier Erasmus, Loredana Mărănescu, Dianna Popa Vasiu, Cristina Potcovaru, Cristian Dumitriu.

## Concursuri și jurizări
A făcut parte din peste 100 de jurii (în calitate de membru sau președinte), în concursuri de interpretare instrumentală naționale și internaționale dintre care: 
Concursul internațional “Dinu Lipatti” București. Concursul Internațional “Sigismund Toduță” Deva; 
Timp de 7 ani președintă a juriului la olimpiadele naționale de muzică instrumentală din învățământul preuniversitar (Timișoara, Iași, Constanța, Baia-Mare, Reșița);
Concursul internațional de interpretare pianistică – "Orpheum", Târgu-Jiu, edițiile  I – VIII; 
Concursului internațional de canto  "Sabin Drăgoi" Timișoara, 2001-2002;
Membră în juriul Concursului internațional de pian "Béla Bartók",  Szeged - Ungaria, 2004-2014;
Președintă a juriului Concursului internațional de pian "Alma Cornea Ionescu", Timișoara edițiile 2003-2013;
Concursul internațional de concerte de pian "Ella Philipp" edițiile 2006, 2008, 2011, în colaborare cu Filarmonica de Stat "Banatul" din Timișoara, primul de acest fel de la noi din țară.

## Activitatea de cercetare științifică
Între anii 2000–2004 urmează Școala doctorală din cadrul Academiei de Muzică “Gheorghe Dima” din Cluj-Napoca cu teza “Școala pianistică bănățeană și contribuția creației bănățene la edificarea ei", conducător științific, prof. univ. dr. Eduard Terenyi. Prezentă în cadrul mai multor sesiuni de comunicări științifice sau simpozioane se regăsesc în jur de 40 de studii, analize, medalioane, lucrări de metodica pianului între care: Particularități psiho-pedagogice la învățământul pianistic al claselor IX-XII; Creația pianistică a compozitorului Eugen Cuteanu; Încadrarea literaturii pianistice a compozitorilor bănățeni contemporani în repertoriul manifestărilor artistice (1960-1996); Formarea priceperilor și deprinderilor pianistice (lucrare științifică pentru acordarea gradului didactic I); Locul și rolul acompaniamentului, corepetiției și muzicii de cameră în formarea pianiștilor; Curs de metodică pianistică (uz intern); Probleme de tehnică instrumentală legate de interpretarea Clavecinului bine temperat de Johann Sebastian Bach; Creația pianistică bănățeană în a II-a jumătate a secolului XX; Începuturile învățământului pianistic în Timișoara; Studiul unor creații bănățene pentru pian: "Hedonisme" de Vasile Ijac, "Dans diabolic" de Eugen Cuteanu, Preludiu, Interludiu și Tocatta de Remus Georgescu; "100 de ani de învățământ muzical instituționalizat în Timișoara", prezentare și sesiune științifică Jubiliară, noiembrie 2006; Integrarea în viața artistică a tânărului solist (1990); Ornamentele la Johann Sebastian Bach; Instrumente muzicale ale evreilor, menționate în Vechiul Testament (2002); Domenico Scarlatti, contribuție la evoluția tehnicii pianistice, prezentată în cadrul sesiunii științifice Zilele Academice Timișorene (2006); "Alma Cornea Ionescu", publicat în volumul Facultatea de Muzică din Timișoara (2006).

## Distincții și diplome
- Titlul de Profesor Evidențiat ca urmare a rezultatelor didactice obținute prin ordin al Ministerului Educației și Învățământului,1986 ;
- Nominalizată de American Biographical Institut în dicționarul Who՚ s Who of Professional and Business Women Hall of Fame, ca femeia anului 2000 în domeniul muzicii, ca urmare a activității artistice și didactice pe plan național și internațional, 1999;
- Diplomă acordată de Inspectoratul Școlar Județean Hunedoara, pentru merite deosebite în pregătirea instrumentală a elevilor olimpici, 2000;
- Diplomă de membru fondator al Societății Filarmonice din Timișoara, 2000;
- Diplomă Jubiliară cu ocazia împlinirii a 10 ani de existență a Facultății de Muzică din cadrul Universității de Vest din Timișoara, 2000;
- Diplomă de Onoare cu prilejul aniversării a 50 de ani de la înființarea Corului Filarmonicii Banatul din Timișoara, 2001;
- Diplomă de excelență acordată de Inspectoratul Școlar Județean Timiș, pentru pregătirea loturilor olimpice la disciplina muzică specializată – pian, 2001;
- Diplomă Projuventute, pentru aportul adus la dezvoltarea învățământului artistic românesc, acordată de Consiliul Județean Timiș, 2002;
- Diplomă pentru susținerea învățământului muzical timișorean, 2003;
- Diplomă de excelență pentru contribuția adusă la dezvoltarea învățământului muzical timișorean la Concursul Internațional de Pian și Vioară, 2004;
- Diplomă de Onoare acordată de Senatul Universității de Arte "George Enescu", Iași, 2005;
- Diplomă acordată de Consiliul Județean Timiș, pentru întreaga activitate desfășurată și merite deosebite în promovarea artei și culturii timișene, 2009;
- Diploma Honoris Causa a Universității de Vest din Timișoara, 2010;
- Diplomă Onorifică acordată de Universitatea de Vest din Timișoara la împlinirea a 20 de ani de învățământ muzical în cadrul Facultății de Muzică și Teatru din Timișoara;
- Medalie a Filarmonicii de Stat "Banatul" din Timișoara, 2015;
- Medalia Procultura Timisiensis;
- Medalia omagială "Béla Bartók" Szeged;.[10]
- Membră a unor fundații și asociații culturale din țară și din străinătate între care: Societatea Filarmonică din Timișoara, Asociația Magyar Millenium, Asociația Béla Bartók, Pro Cultura Timisiensis, Dante Alighieri.